# Université impériale te Brussel
Een afdeling van de Université impériale onder de naam van Académie de Bruxelles werd in Brussel opgericht onder Napoleon. Vanaf 1806 trad een eerste faculteit in werking, gevolgd in 1810 door nog twee andere. De Brusselse instelling werd in 1817 opgedoekt en vervangen door drie nieuwe rijksuniversiteiten in Leuven, Luik en Gent.

## Université Impériale
Voor het ganse keizerrijk bestond slechts één 'Université impériale', met zetel in Parijs, geleid door een Grootmeester en een Kanselier, bijgestaan door een algemene raad en door een aantal ambtenaren. In twaalf steden ontstond een 'Académie', soort plaatselijke universiteit, die afhing van en bestuurd werd door de Université Impériale in Parijs. De twaalf Académies werden gesticht in Aix-en-Provence, Brussel, Caen, Koblenz, Dijon, Grenoble, Parijs, Poitiers, Rennes, Straatsburg, Toulouse en Turijn. Iedere Académie was bestemd voor de studenten in een bepaald aantal departementen.
Tegen het jaar 1810 was de organisatie van de Université Impériale volledig op punt en verscheen jaarlijks een meer dan 500 bladzijden tellende Almanach de l'Université Impériale.

## Académie de Bruxelles
De Académie in Brussel was bestemd voor het onderwijs, van hoog tot laag, in de departementen Dijle, Schelde, Leie, Twee Nethen en Jemappes, waar in 1812 ook nog werden aan toegevoegd: Monden van de Schelde, Monden van de Rijn.
Volgende faculteiten werden binnen de Brusselse Académie opgericht: 
- 1806-1817: École de Droit, vervolgens Faculté de Droit de Bruxelles.
- 1810-1817: Faculté des lettres de Bruxelles.
- 1810-1817: Faculté des Sciences de Bruxelles.
- Een faculteit theologie werd voorzien, maar kwam niet van de grond.

De Académie was ook de inrichtende macht voor de drie keizerlijke lycea, gevestigd in Brussel, Gent en Brugge.
Daarnaast was de Académie ook verantwoordelijk voor de colleges. Het betrof:
- de colleges voor het Dijledepartement: Brussel, Leuven en Nijvel
- de colleges voor het Scheldedepartement: Aalst, Oudenaarde, Ninove, Oostburg
- de colleges voor het Leiedepartement Leie: Kortrijk, Veurne, Poperinge, Menen, Ieper
- de colleges voor het departement Twee Nethen: Antwerpen, Mechelen, Turnhout
- de colleges van het departement Jemappes: Aat, Binche, Charleroi, Bergen, Zinnik, Doornik

De Académie was ook verantwoordelijk voor de talrijke instituten en kostscholen die onderwijs verstrekten, evenals voor het lager onderwijs.
Vanaf minstens 1807 of 1808 werd een rector aangesteld. Dit was Karel van Hulthem (1764-1832). Hij werd bijgestaan door 
- Van Trier, inspecteur.
- Van Leempoel, inspecteur.
- Charles-Louis Van Bavière (1765-1815), secretaris-generaal.
- Frans Jozef Beyts, procureur-generaal bij het Hooggerechtshof was inspecteur-generaal en zorgde voor de verbinding met het hoofdbestuur van de Université Impériale in Parijs.

De 'Académie de Bruxelles' en de universitaire faculteiten in Brussel werden in 1817 opgedoekt en vervangen door drie nieuwe rijksuniversiteiten in Leuven, Luik en Gent.

## École de Droit, vervolgens Faculté de Droit in Brussel
De Brusselse rechtenfaculteit was de eerste concrete invulling van de Académie de Bruxelles en was een van de twaalf Écoles de Droit van het Keizerrijk. De school opende haar deuren op 25 maart 1806.
De lessen werden gegeven in het voormalig paleis van de landvoogd Karel van Lotharingen.

### Bestuurders van deÉcole de droitin Brussel
- Michel-Joseph Van Gobbelschroy (1745-1825), decaan. Hij was hoogleraar aan de voormalige universiteit van Leuven en de vader van minister Pierre van Gobbelschroy
- Charles-Louis Van Bavière (1765-1815), secretaris.

### Professoren aan deÉcole de droitin Brussel
- Michel-Joseph van Gobbelschroy, Romeins recht.
- Cahuac.
- Jean-Gérard Van Hoochten (1757, Burgerlijk recht. (In 1822 kamervoorzitter in het Hoog Gerechtshof en in 1832 Eerste voorzitter van het hof van beroep in Brussel)
- Xavier Jacquelart (1762-1856), voormalig hoogleraar aan de universiteit van Leuven, Strafrecht.
- Jean-Antoine Heuschling (1762-na 1820), Strafrecht.
- Maurissens.
- Jean-Joseph Tarte, genaamd Tarte aîné, Burgerlijk recht.
- A. N. J. Ernst, Burgerlijk recht.
- Henri-Ferdinand Decoster (°1784), Strafrecht.

## Faculteit Letteren
Deze faculteit opende haar deuren op 5 november 1810.
Van deze faculteit was rector Van Hulthem de decaan.

### Professoren aan deFaculté des lettresin Brussel
- Ranc, geschiedenis.
- Philippe Lesbroussart, Latijnse letteren.
- Louis-Pierre Rouillé (1757-1844), Franse letteren.
- De Landreville, filosofie.
- Bayert, filosofie.

## Faculteit Wetenschappen
Deze faculteit werd geïnstalleerd op 5 november 1810.
Lallemant was er de decaan van.

### Professoren aan deFaculté des sciencesin Brussel
- Lallemant, zuivere wiskunde
- Bachelier, toegepaste wiskunde.
- Jean-Ferdinand Sentelet (1754-1829), fysica.
- Thiry, fysica.

## Oud-studenten van deUniversité Impérialein Brussel

### Oud-studenten van deÉcole de Droitin Brussel
- Charles Blargnies, lid van het Nationaal Congres (sympathiserend met de Reunionisten).
- Eugène Defacqz, lid van het Nationaal Congres (liberaal, antiklerikaal).
- Felix de Mûelenaere, lid van het Nationaal Congres (gematigd liberaal).
- Carolus Josephus de Roo, lid van het Nationaal Congres (gematigd katholiek) .
- Pierre De Ryckere, lid van het Nationaal Congres (gematigd liberaal).
- François Domis, lid van het Nationaal Congres (Orangist).
- François Du Bus, lid van het Nationaal Congres (Katholiek conservatief).
- Guillaume Dumont, lid van het Nationaal Congres (liberaal, antiklerikaal).
- Louis Goossens, rechtsgeleerde, burgemeester van Tienen.
- Albert Lefebvre, lid van het Nationaal Congres (Katholiek conservatief).
- Albert Nopener, lid van het Nationaal Congres (liberaal, antiklerikaal).
- Jean Raikem, lid van het Nationaal Congres (Katholiek, conservatief).
- Henri van Innis, lid van het Nationaal Congres (gematigd katholiek).
- Gustave van Leempoel de Nieuwmunster, volksvertegenwoordiger, senator en burgemeester.
- Guillaume Van Volxem, lid van het Nationaal Congres (liberaal, antiklerikaal).
- Pierre-Théodore Verhaegen, stichter van de Université Libre de Bruxelles.
- Paul Wyvekens, lid van het Nationaal Congres (liberaal antiklerikaal).